# Monte Tucumcari
Il monte Tucumcari, un tempo chiamato Tucumcari Peak o Mesa Tucumcari, è una mesa situata appena fuori dalla città di Tucumcari, nel Nuovo Messico.
L'origine del nome della montagna è sconosciuto. Potrebbe derivare dalla parola comanche "tukamukaru", che significa stare in attesa che qualcuno o qualcosa si avvicini. Un documento di sepoltura del 1777, menziona una donna Comanche e suo figlio catturati in una battaglia a Cuchuncari, probabilmente la prima versione del nome Tucumcari.
Pedro Vial menziona il monte nel 1793, mentre si apriva una pista tra Santa Fe e Saint Louis. Il capitano Randolph B. Marcy guidò una spedizione nel 1849. Il geologo svizzero-americano Jules Marcou studiò la geologia del monte Tucumcari nel 1853 e affermò che gli strati del Tucumcari risalivano al periodo giurassico. Un geologo del Texas, Robert T. Hill, visitò il "Mesa Tucumcari" nel 1887 e di nuovo nel 1891, e alla fine concluse che gli strati del Tucumcari erano depositi del Cretaceo molto più giovani, non giurassico come suggerito da Marcou. Sempre nel 1891, William F. Cummins del Geological Survey of Texas, studiò il monte Tucumcari e, a seguito delle sue attente osservazioni, confermò che gli strati del Tucumcari risalivano al periodo cretaceo.
La cittadina di Tucumcari è stata fondata nel 1901 e, nel 1908, ha preso il nome, sia nella vita reale che nella leggenda, dalla montagna. I residenti di Tucumcari dipinsero una lettera T sul fianco della collina sulla montagna. La montagna compare anche nel film Cars - Motori ruggenti con la scritta "RS" (che sta per Radiator Springs) al posto della "T" di Tucumcari